# Ганиев, Рафаэль Гумерович
Рафаэль Гумерович Ганиев (21 июля 1966, Калуга) — российский баскетбольный судья, тренер. Арбитр ФИБА (2000). Комиссар матчей.

## Биография
Родился в июле 1966 года в Калуге. Занимался баскетболом у тренера Василия Ивановича Будика. На местном уровне играл за команды КФ МВТУ / КФ МГТУ, КМПО, «Товарково», «Калита / Калиф», «Локомотив-Ремпутьмаш». Но профессиональным игроком не стал, сосредоточившись на судейской карьере. Работает арбитром с 1990 года.
Прошёл путь от городских и областных соревнований до международных матчей клубов и сборных.
Окончил Смоленскую государственную академию физической культуры, спорта и туризма (СГАФКСТ).
По окончании карьеры арбитра перешёл на инспекторскую работу.
Член Исполкома Федерации баскетбола Калужской области (ФБКО). Член Совета Федеральной национально-культурной автономии татар.